# 佐里亞內 (赫梅利尼茨基州)
48°58′38″N 27°22′50″E / 48.97722°N 27.38056°E

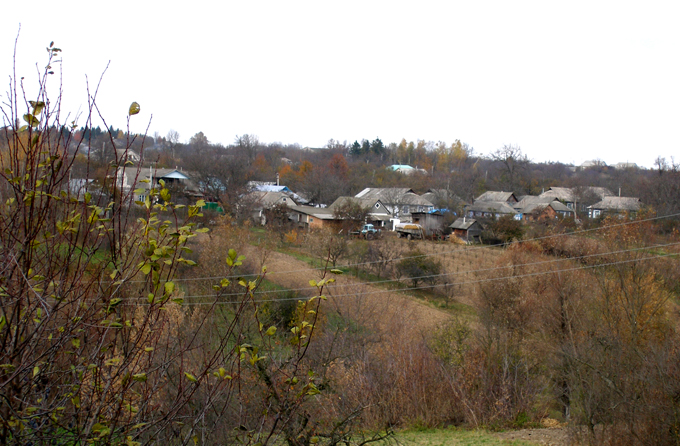
佐里亞涅

佐里亞內（羅馬化：Zoriane）是位於烏克蘭西部赫梅利尼茨基州赫梅利尼茨基區溫基夫齊市鎮的村莊。該村距離州府赫梅利尼茨基90公里，面積1.98平方公里，海拔高度302米，2001年人口708。